# Executive search
Executive search, zwyczajowo headhunting – metoda rekrutacji kandydatów na najwyższe stanowiska kierownicze oraz stanowiska specjalistyczne wymagające rzadkich kwalifikacji, przeprowadzana przy pomocy poszukiwań bezpośrednich.
Usługa executive search jest z reguły – ale nie zawsze – realizowana przez wyspecjalizowane firmy doradztwa personalnego, nazywane zwyczajowo firmami headhunterskimi.

## Historia
Za jednego z pionierów headhuntingu jest uważany Thorndike Deland, który w 1926 za kwotę 200 dolarów oraz 5 procent wynagrodzenia zatrudnionej osoby, poszukiwał pracowników do działów zakupów nowojorskich domów towarowych.
Rynek usług executive search powstał i rozwinął się w Stanach Zjednoczonych i Europie w czasie boomu gospodarczego po II wojnie światowej. Tego typu usługi zaczęły świadczyć firmy konsultingowe, takie jak McKinsey & Company i Booz Allen &Hamilton, jednak ze względu na konflikt interesów tego rodzaju działalności z ich działalnością podstawową (m.in. restrukturyzacja przedsiębiorstw i zmiany organizacyjne), zaczęły być one świadczone przez oddzielne podmioty. Często były one zakładane przez konsultantów odchodzących z dużych firm doradczych. W ten sposób powstały m.in.  Ward Howell, Boyden, Heidrick& Struggles, Spencer Stuart, Amrop, Korn/Ferry i Russell Reynolds. W 1959 powstała organizacja branżowa Association of Executive Search and Leadership Consultants (AESC).
W Europie ten segment rynku usług doradztwa personalnego zaczął się rozwijać od początku lat 60. XX wieku. W Azji dużym centrum tego rodzaju usług stał się Hongkong, natomiast w Japonii headhunting napotkał bariery kulturowe (praktykowane w tym kraju tzw. dożywotnie zatrudnienie oraz wysoko cenioną lojalność w stosunku do pracodawcy).
W Polsce usługi executive search pojawiły się w okresie transformacji w 1989, kiedy swoje oddziały zaczęły otwierać zagraniczne firmy headhunterskie, podążające za swoimi klientami – międzynarodowymi koncernami, rozpoczynającymi działalność w Europie Środkowej. Bardzo szybko zaczęły jednak także powstawać firmy z kapitałem wyłącznie polskim.

## Opis
W tej metodzie grupą potencjalnych kandydatów są osoby już zatrudnione, zwykle nie poszukujące aktywnie pracy, a pracujące na stanowiskach podobnych do obsadzanego stanowiska. Poszukiwania kandydatów mogą być także prowadzone w więcej niż jednym kraju.
Zaletami executive search jest możliwość pozyskania najlepiej dopasowanych do wymogów stanowiska pracy osób dostępnych na rynku (wysoka skuteczność poszukiwań bezpośrednich, które są często jedynym sposobem dotarcia do najlepszych kandydatów, a których – z powodów etycznych – nie chcą lub nie mogą przeprowadzać pracownicy działów personalnych), możliwość zastosowania dodatkowych narzędzi selekcji przez wyspecjalizowaną firmę headhunterską oraz zachowanie pełnej poufności projektu rekrutacyjnego. Najważniejszą wadą – wysoki koszt takiej usługi.
Ze względu na koszt usługi oraz na upowszechnianie się wiedzy o metodzie executive search, metoda ta obecnie realizowana jest również przez wewnętrzne działy HR pracodawców. Tym sposobem pracodawcy oszczędzają koszt usługi executive search realizowanej przez firmy rekrutacyjne.

### Przebieg projektu rekrutacyjnego zleconego firmie headhunterskiej
Projekt rekrutacyjny executive search składa się zwykle z następujących etapów:
- określenie wspólnie z klientem profilu kandydata na obsadzane stanowisko i podpisanie umowy
- opracowanie strategii poszukiwań – określenie miejsc, z których będą rekrutowani potencjalni kandydaci (sektory, przedsiębiorstwa)
- identyfikacja kandydatów (ang. sourcing)
- nawiązanie kontaktu (zwykle telefonicznego) z wybranymi kandydatami (ang. approaching)
- spotkania, wszechstronna ocena doświadczenia i kompetencji kandydatów, sprawdzanie referencji
- przedstawienie kandydata lub kilku kandydatów klientowi, i jego decyzja
- zakończenie projektu (m.in. podziękowanie osobom, które nie zostały wybrane)
- gwarancja (zobowiązanie, jeżeli zatrudniony kandydat zrezygnuje z pracy lub zostanie przez klienta zwolniony, firmy executive search przedstawi nowego kandydata[10]) oraz follow-up.

W projekcie są także brani pod uwagę kandydaci już znani osobiście firmie doradztwa personalnego z poprzednich projektów, lub też tacy, którzy sami przesłali jej swoje curriculum vitae. Dane tych osób są gromadzone przez firmę headhunterską w ich bazach danych o kandydatach.
Projekt może trwać od kilku miesięcy do nawet roku. Może także wymagać zastosowania dodatkowych, uzgodnionych z klientem, narzędzi rekrutacyjnych, takich jak testy czy assessment center).

### Koszt usługi
Koszt usługi executive search to zwykle 1-3 krotność miesięcznego wynagrodzenia zatrudnianego pracownika, lub uzgodniona kwota zryczałtowana.
Firmy executive search mogą być wynagradzane zarówno na zasadach retained (otrzymują honorarium niezależnie od tego, czy dany kandydat został przez klienta zatrudniony, czy też nie; z reguły jest ono płatne w 2-3 częściach), lub contingency (płatność zależy od zatrudnienia kandydata przez klienta,  ang. success fee). Większość firm executive search preferuje i jest wynagradzana w pierwszy sposób.
Firmy świadczące tego rodzaju usługi pracują na rzecz i są wynagradzane wyłącznie przez swoich klientów. Nie akceptują one płatności od kandydatów.